# かにかま (漫画家)
かにかま（2月12日 - ）は、日本の漫画家、イラストレーター。山口県出身。男性。身長170cm。

## 来歴・人物
アシスタント経験はなく、様々なイラストレーターから作風などを真似るなどして、独学で画力を習得した。その反面、デッサンは苦手で、今後の画力向上の課題と語っている。
ペンネームは、コンビニエンスストアで売られていたカニカマに夢中になっていたことから、そのまま採用した。
個人で描いているイラストは乳首や性器の露出こそ控え目だが、性的なネタを扱った作品が多い。
座右の銘は「為せば成る」。

## 作品リスト

### 連載
- 棺姫のチャイカっか（4コマnanoエース連載（角川書店）、Vol.4 - Vol.20[2]、コミックス全1巻）
- もうダメかもしれない（まんがタイムきららキャラット連載（芳文社）、2011年2月号 - 2012年5月号、コミックス既刊1巻）
- 革命倶楽部ヴァルヴレイ部（『コミック電撃だいおうじ』連載（KADOKAWA / アスキー・メディアワークス）、Vol.1 - Vol.8、コミックス全1巻）
- 4グニ。（『ウィクロスマガジン』連載（ホビージャパン）、Vol.1 - ）
- ファンタシースターオンライン2es 恋やかんギャラクシー (作画担当。原作:ちょぼらうにょぽみ　ファンタシースターオンライン2esプレイヤーズサイトweb連載　アスキー・メディアワークス、コミックス全1巻)

### アンソロジー
- けいおん!
  - 「けいおん!」アンソロジーコミック みんなでうん☆たん
  - けいおん!アンソロジーコミック 1
- ひだまりスケッチ
  - ひだまりスケッチアンソロジーコミック 3

### アダルトゲーム
- ドーナドーナ いっしょにわるいことをしよう（SDキャラ）[3]

### その他
- WIXOSS（TCG）（カードイラスト）